# Arachnis (orquídea)
Arachnis é um género botânico pertencente à família das orquídeas (Orchidaceae). Foi descrito em 1825, por Carl Ludwig Blume.

## Etimologia
O nome deste gênero (Arach.) procede da latinização da palavra grega: αράχνη (aráchne) que significa "aranha", em referência à forma de sua flor.
Sinônimos:
- Arachnanthe Blume (1849)
- Arrhynchium Lindl. (1851)

## Espécies
1. Arachnis annamensis (Rolfe) J.J.Sm., Natuurw. Tijdschr. Ned.-Indië 72: 73 (1912).
2. Arachnis beccarii Rchb.f., Bot. Centralbl. 28: 343 (1886).
3. Arachnis breviscapa (J.J.Sm.) J.J.Sm., Natuurw. Tijdschr. Ned.-Indië 72: 74 (1912).
4. Arachnis celebica (Schltr.) J.J.Sm., Natuurw. Tijdschr. Ned.-Indië 72: 74 (1912).
5. Arachnis flos-aeris (L.) Rchb.f., Bot. Centralbl. 28: 343 (1886).
6. Arachnis grandisepala J.J.Wood, Orchid Rev. 89(1050): 113 (1981).
7. Arachnis hookeriana (Rchb.f.) Rchb.f., Bot. Centralbl. 28: 343 (1886).
8. Arachnis labrosa (Lindl. & Paxton) Rchb.f., Bot. Centralbl. 28: 343 (1886).
9. Arachnis limax Seidenf., Bot. Tidsskr. 65: 356 (1970).
10. Arachnis longicaulis (Schltr.) L.O.Williams, Bot. Mus. Leafl. 5: 31 (1937).
11. Arachnis longisepala (J.J.Wood) Shim, Soón & A.L.Lamb, Orchid Digest 46(5): 178 (1982).